# Johan van de Kieft
Johan van de Kieft (Amsterdam, 21 mei 1884 – Assen, 22 augustus 1970) was een Nederlands politicus voor de SDAP en de latere PvdA. Hij was minister van Financiën in het Kabinet-Drees II van 1952 tot 1956.

## Indië en de Eerste Kamer
Na de driejarige opleiding aan de HBS kreeg van de Kieft privélessen in moderne talen, boekhouden en accountancy. In 1918 ging van de Kieft voor een export-firma naar Indië. Twee jaar later keerde hij terug naar Nederland om in 1926 voor de exporthandel een reis te maken naar een aantal Aziatische landen. Van 1931 tot 1945 was hij werkzaam in de handel op een accountantskantoor in Amsterdam. Van 1945 tot 1949 was hij directeur van de N.V. 'De Arbeiderspers' in Amsterdam. Van 1945 tot 1952 was van de Kieft lid van de Eerste Kamer voor de Partij van de Arbeid (PvdA).

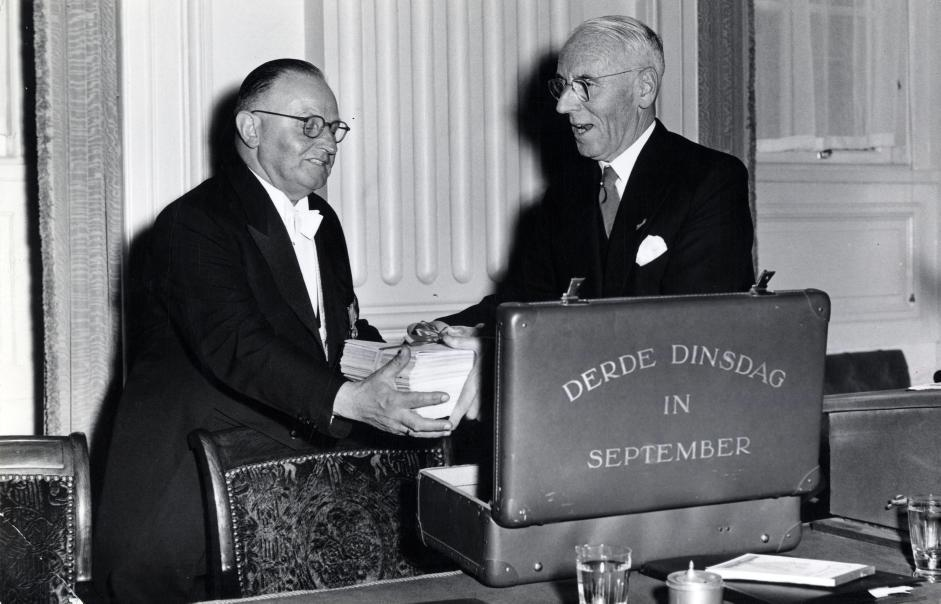
Minister van Financiën Johan van de Kieft overhandigt de miljoenennota in de Tweede Kamer op 20 september 1955.

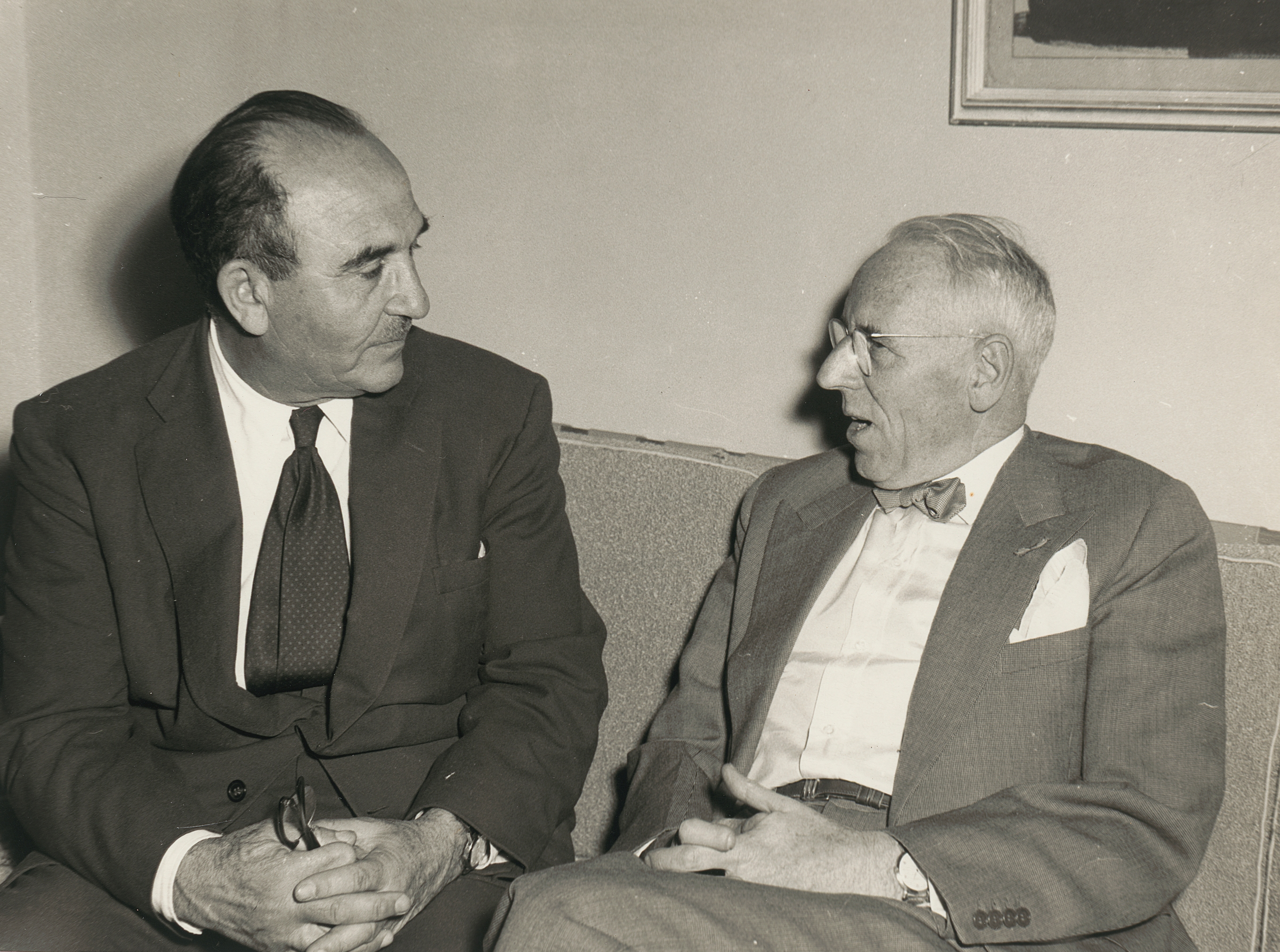
Israëlische minister van Financiën Levi Eshkol en minister van Financiën Johan van de Kieft op 10 mei 1956.

## Minister van Financiën
Van de Kieft was minister van Financiën tijdens het kabinet-Drees II (1952 - 1956).
Van de Kieft is onderscheiden als Ridder in de Orde van de Nederlandse Leeuw, Ridder in de Orde van Oranje Nassau en Grootofficier in het Legioen van Eer van Frankrijk.
Johan van de Kieft overleed op 86-jarige leeftijd in Assen.
- Biografisch Portaal: 23058730
- Parlement.com: vg09ll28ocqq